# 棚樓
棚樓或樓棚、敵棚是在城牆或敵臺、馬面上所搭建用來保護守城士兵的建築。搭建在馬面（城牆突出的部分）上的棚樓叫敵樓，在甕城上的叫戰棚，在城牆邊角上的叫團樓。以木柱、立牌、石灰泥、濡氈等所建。

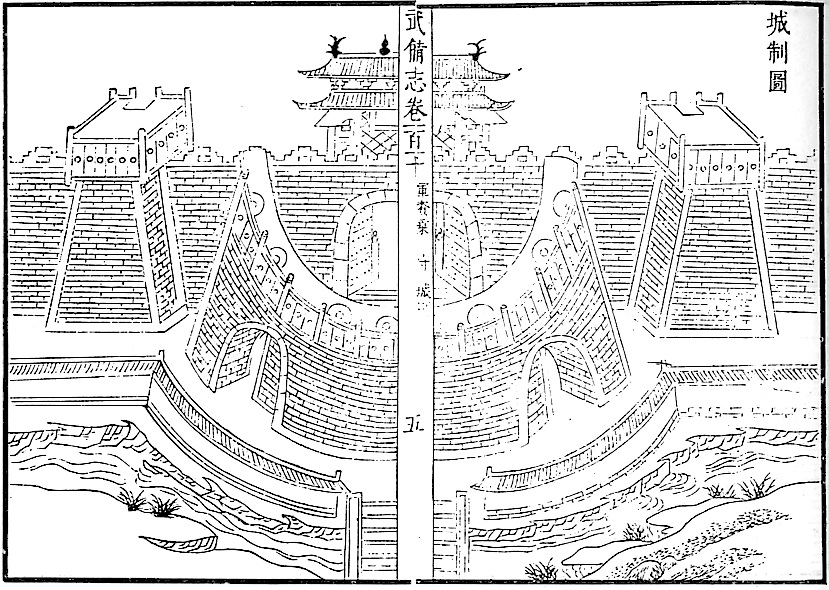
位於馬面與甕城上的棚樓。

在歐洲中世紀也有一種突出棚樓（Hoarding），類似棚樓但建築成突出城牆外，形如加蓋在城牆外的木製走廊，可以保護牆上的士兵免受彈矢的攻擊，並且棚架上的地板上有射擊孔可以攻擊城牆下的敵人。

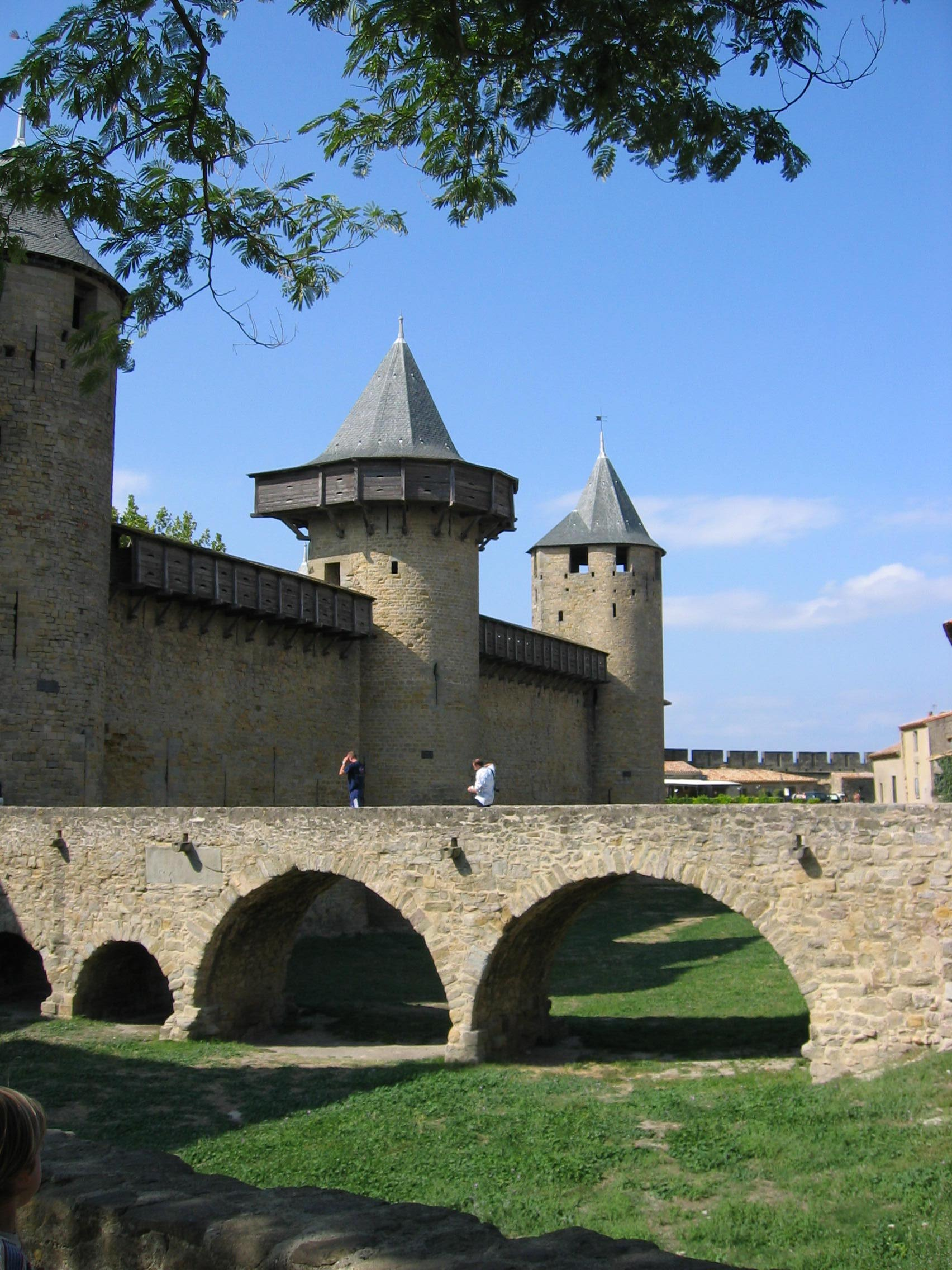
城牆與敵臺上的木製建築為突出式棚樓。